# August von Werder
Pour les articles homonymes, voir Werder.
Le comte Karl Friedrich Wilhelm Leopold August von Werder est un général prussien né le 12 septembre 1808 à Schloßberg (de) en province de Prusse-Orientale et mort le 12 septembre 1887 au château de Grüssow en province de Poméranie.

## Biographie
August est issu de la famille noble von Werder (de) et est le fils du général de division Hans von Werder (de) (1771–1837) et de Johanna Marie Wedde (1783–1864), Werder s'enrôle le 14 juin 1825 dans la 6e compagnie du régiment des Gardes du Corps de l'Armée prussienne. L'année suivante, il reçoit le brevet d'officier (lieutenant) du 1er régiment à pied de la Garde. En 1839, il  est nommé inspecteur de l'École militaire de Berlin puis chef du service de topographie. En 1842-43, il s'engage comme volontaire dans la Guerre du Caucase au côté des Russes. De retour en 1846, il est promu capitaine auprès de l'État-major, puis commandant du 33e régiment de fusiliers. En 1853 il commande un bataillon de la Landwehr au sein du 40e régiment des fusiliers ; en 1856, le 4e bataillon de chasseurs à pied, puis, promu lieutenant-colonel, il est versé dans le 2e régiment à pied de la Garde et en même temps, il s'est vu confier la gestion des affaires de l'Inspection des chasseurs et des tirailleurs ainsi que le commandement du corps équestre de la police militaire.

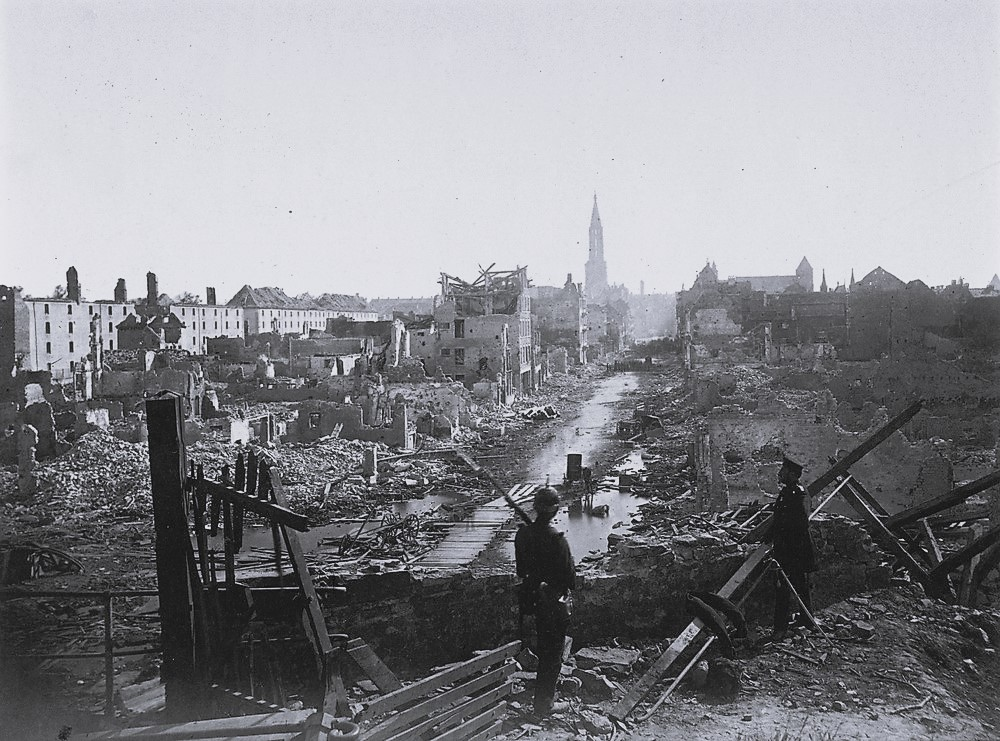
Strasbourg le 28 septembre 1870.

En 1859, il est promu colonel et chargé de l'inspection des chasseurs à pied et à cheval. En 1863, il est promu général de brigade et en 1866, général de division. Au cours de la guerre austro-prussienne, il est placé à la tête de la 3e division d'infanterie, avec laquelle il s'illustre à Jičín et Sadowa. En 1870, il se voit confier le siège de Strasbourg. Après la capitulation de cette métropole, il est promu général d'armée (General der Infanterie), et est chargé du commandement du 14e corps d'armée nouvellement formé. À la tête de ce corps, il envahit au mois d’octobre la Franche-Comté, occupe Dijon, et tient en échec les hommes de Garibaldi. Menacé par la percée du général Bourbaki, il doit rallier Belfort en janvier 1871, force le passage à la bataille de Villersexel (9 janvier). Cela lui permet de s'opposer à temps à l'Armée de l’Est française, supérieure numériquement : il repousse la contre-offensive ennemie en trois jours à la bataille de la Lizaine (15–17 janvier). Il accable les troupes françaises en déroute jusqu'à la frontière Suisse, où elles sont finalement désarmées.

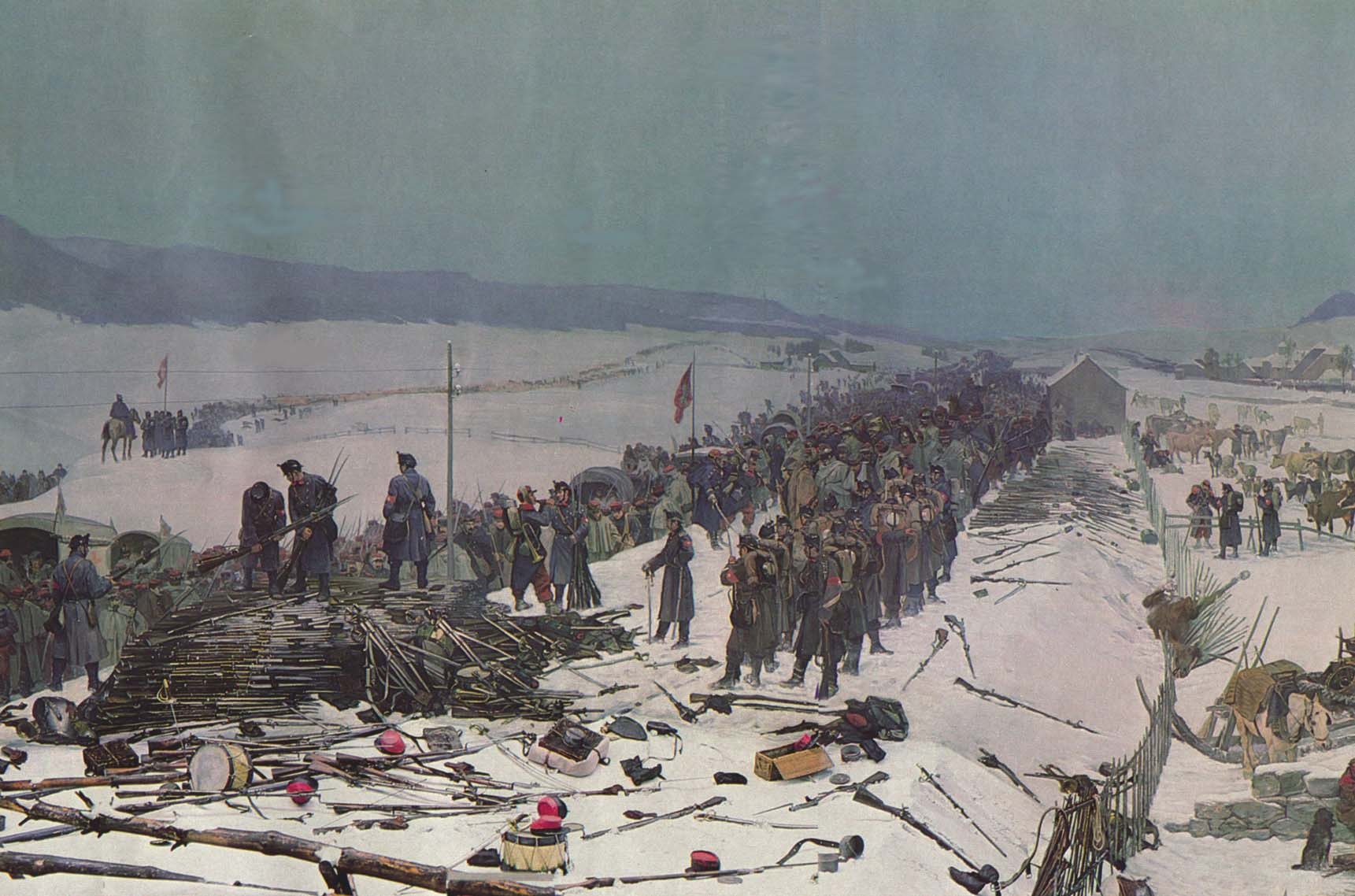
Armée de Bourbaki déposant les armes à son passage en Suisse (Panorama Bourbaki, Lucerne).

Ce coup d'éclat lui vaut une renommée inouïe en Allemagne, et particulièrement en Bade : la ville de Fribourg fait édifier un monument à sa gloire et il est reçu docteur honoris causa de l'université. Jusqu'en 2007, une rue portait son nom, comme dans bien d'autres villes de la région, et même à Cologne (quartier belge). Après la capitulation de la France, Werder fut élevé au rang de Grand-Croix de la Croix de fer et reçut du roi une pension de 200 000 thalers ; la même année, il est nommé chef du 30e régiment d'infanterie. En 1875, ses collègues célèbrent ses 50 ans d'états de service et le 1er avril 1879, à l'occasion de sa retraite, il est élevé au rang de comte. Il meurt le 12 septembre 1887 dans son château de Grüssow (arrondissement de Belgard (de) en province de Poméranie).